# Кимпу-Четецій
Кимпу-Четецій (рум. Câmpu Cetății) — село у повіті Муреш в Румунії. Входить до складу комуни Ереміту.
Село розташоване на відстані 262 км на північ від Бухареста, 37 км на схід від Тиргу-Муреша, 108 км на схід від Клуж-Напоки, 121 км на північ від Брашова.

## Населення
За даними перепису населення 2002 року у селі проживали 376 осіб.
Національний склад населення села:
| Національність | Кількість осіб | Відсоток |
| -------------- | -------------- | -------- |
| угорці         | 366            | 97,3%    |
| румуни         | 9              | 2,4%     |

Рідною мовою назвали:
| Мова      | Кількість осіб | Відсоток |
| --------- | -------------- | -------- |
| угорська  | 366            | 97,3%    |
| румунська | 10             | 2,7%     |